# Mont-Élie (Québec)
Pour les articles homonymes, voir Mont Élie.
Mont-Élie est un territoire non organisé(TNO) situé dans la municipalité régionale de comté(MRC) de Charlevoix-Est, dans la région de la Capitale-Nationale au Québec, Canada.

## Toponymie
Mont-Élie porte le nom du mont Élie(d) qui est situé sur son territoire. L'oronyme de cette montagne fait référence au chasseur Élie Dufour (Sainte-Agnès, 1905 – Clermont, 1992).

## Géographie
Le mont Élie est situé dans le Parc national des Hautes-Gorges-de-la-Rivière-Malbaie, et dont le versant est se situe dans la Zec du Lac-au-Sable. La délimitation entre ces 2 territoires passe au sommet de ce mont le long d'une ancienne ligne d'Hydro-Québec qui s'est effondrée à la suite d'un épisode de verglas vers 1969. En 2015, un sentier de randonnée pédestre a été aménagé pour se rendre au sommet. Le départ de ce sentier se situe près du Lac à l'Est (Zec du Lac-au-Sable) et il totalise 16 km en tout (aller-retour).

### Hydrographie
La rivière Malbaie traverse le territoire du nord-ouest vers le sud où elle en délimite l'est.
La rivière du Gouffre traverse la pointe sud-ouest vers le sud-est où elle en délimite l'ouest.
À partir du Premier lac des Marais, dans le sud-est, la rivière Snigole coule vers le sud.
À partir du Premier lac à Jacob, près de la limite sud-est, la rivière Jacob coule vers le sud.
À partir du lac Sophie, dans le sud-est, la rivière Noire Sud-Ouest coule vers l'est.
À partir du lac aux Îlots, dans l'est, la rivière Noire du Milieu coule vers le nord-est jusqu'à sa confluence avec la rivière Noire qui à partir du lac des Ours, dans le nord, coule vers le sud-est.

## Démographie
| 1991 | 1996 | 2001 | 2006 | 2011 | 2016 | 2021 |
| ---- | ---- | ---- | ---- | ---- | ---- | ---- |
| 5    | 7    | 60   | 75   | 65   | 63   | 51   |

## Attraits
Mont-Élie comprend, entre autres, le parc national des Hautes-Gorges-de-la-Rivière-Malbaie et la réserve écologique des Grands-Ormes.

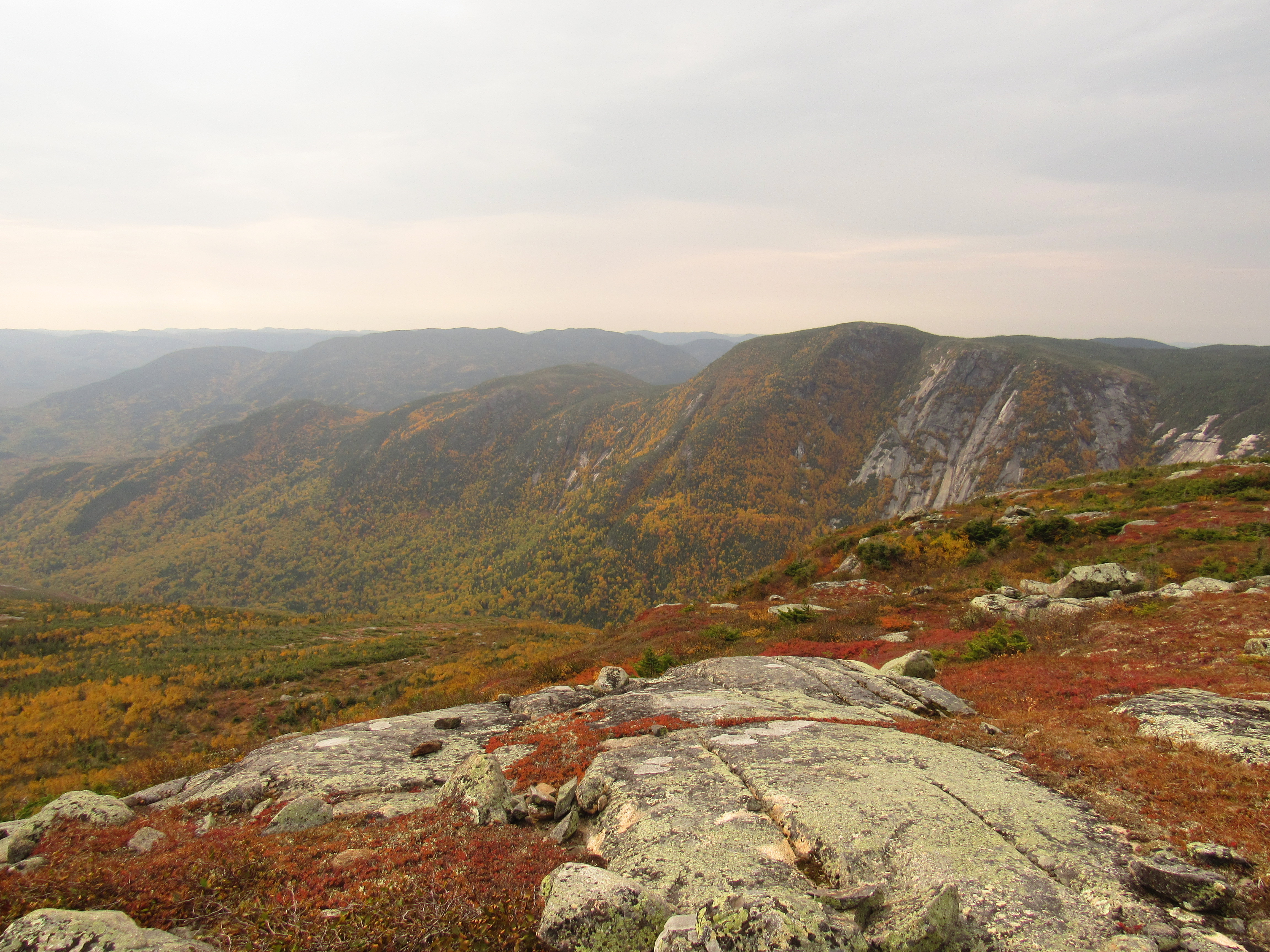
Vallée des Prophètes depuis le mont Élie

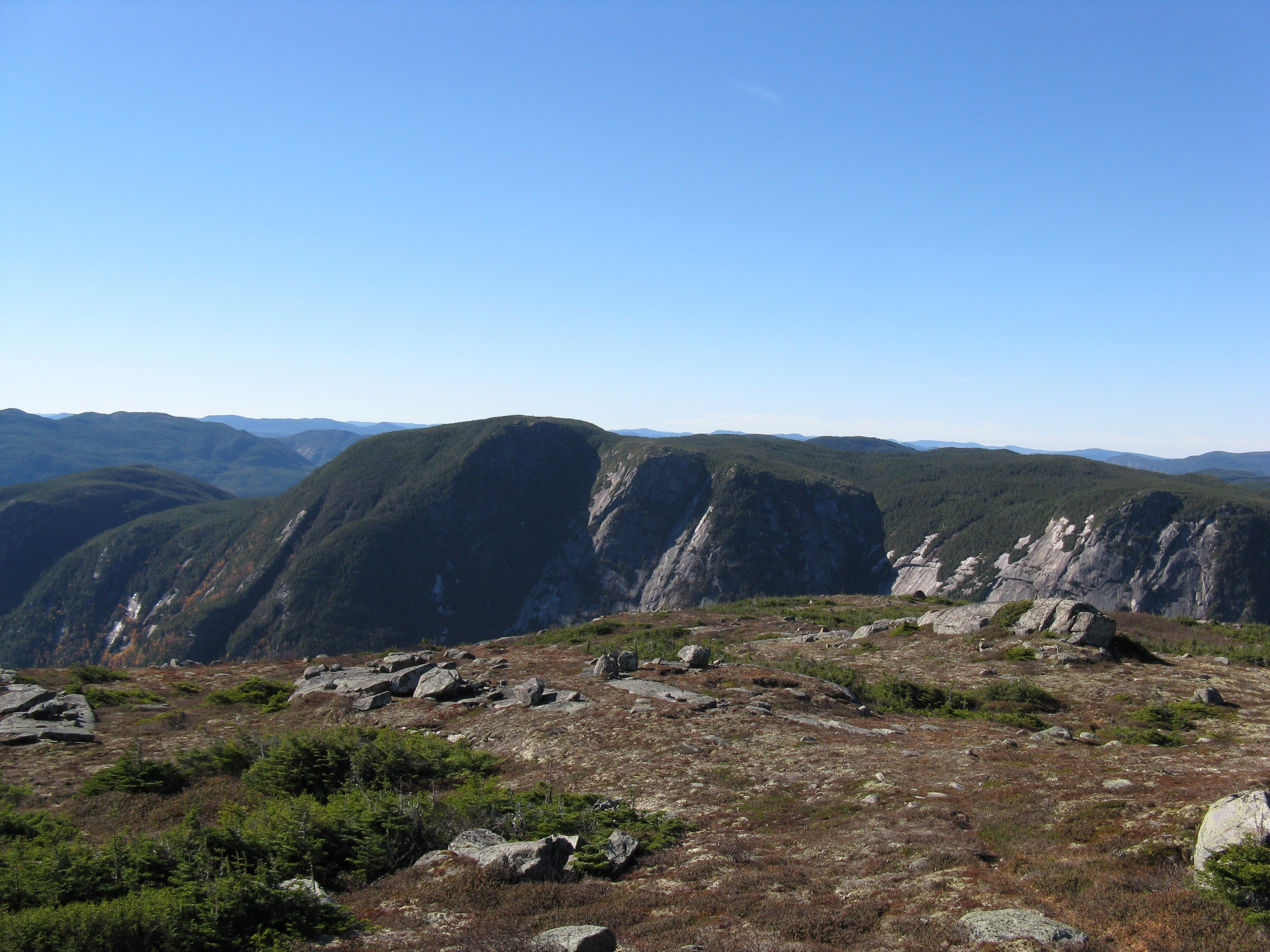
Vue au sommet du Mont Élie.
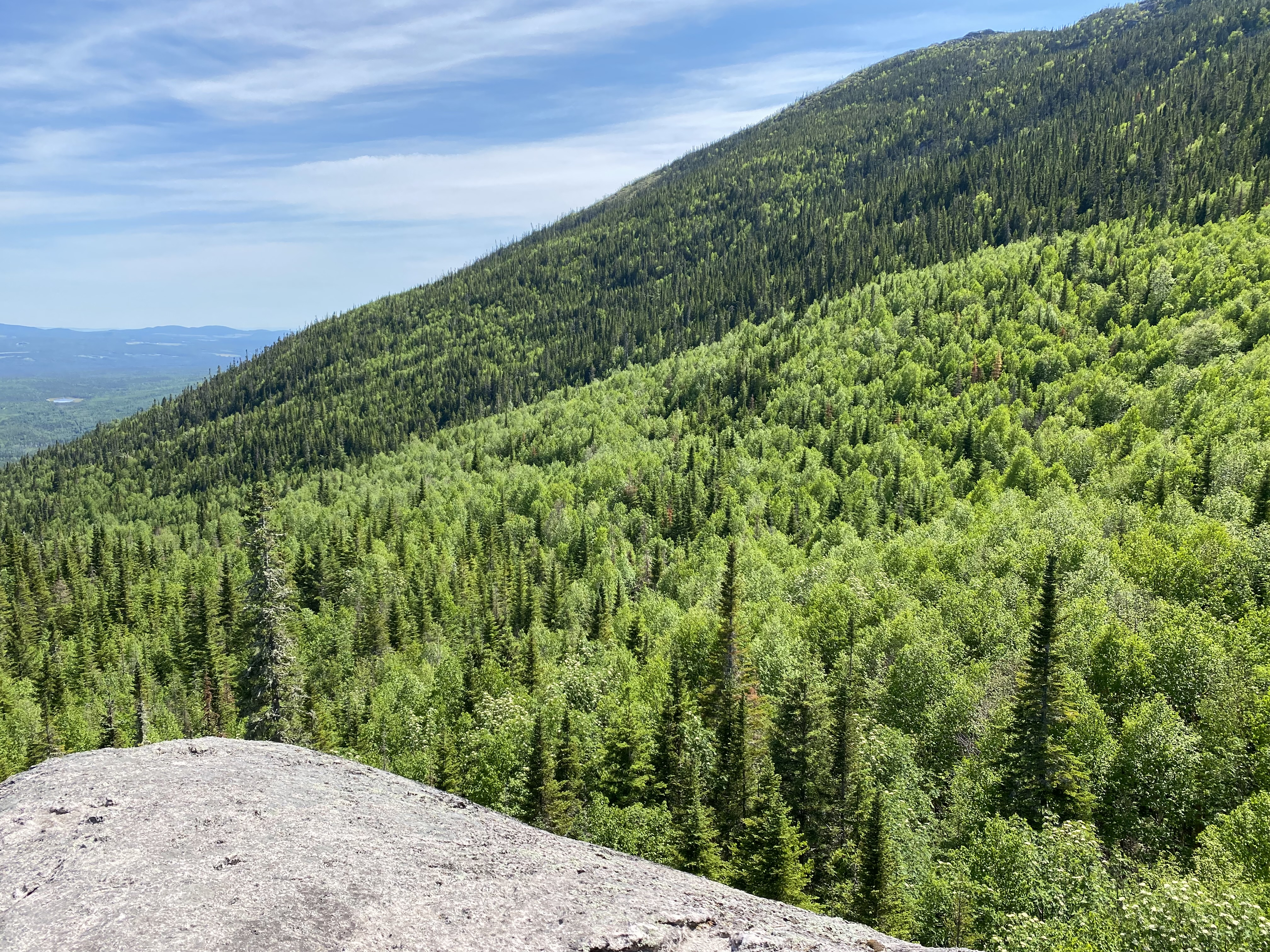
Le Mont des Morios.
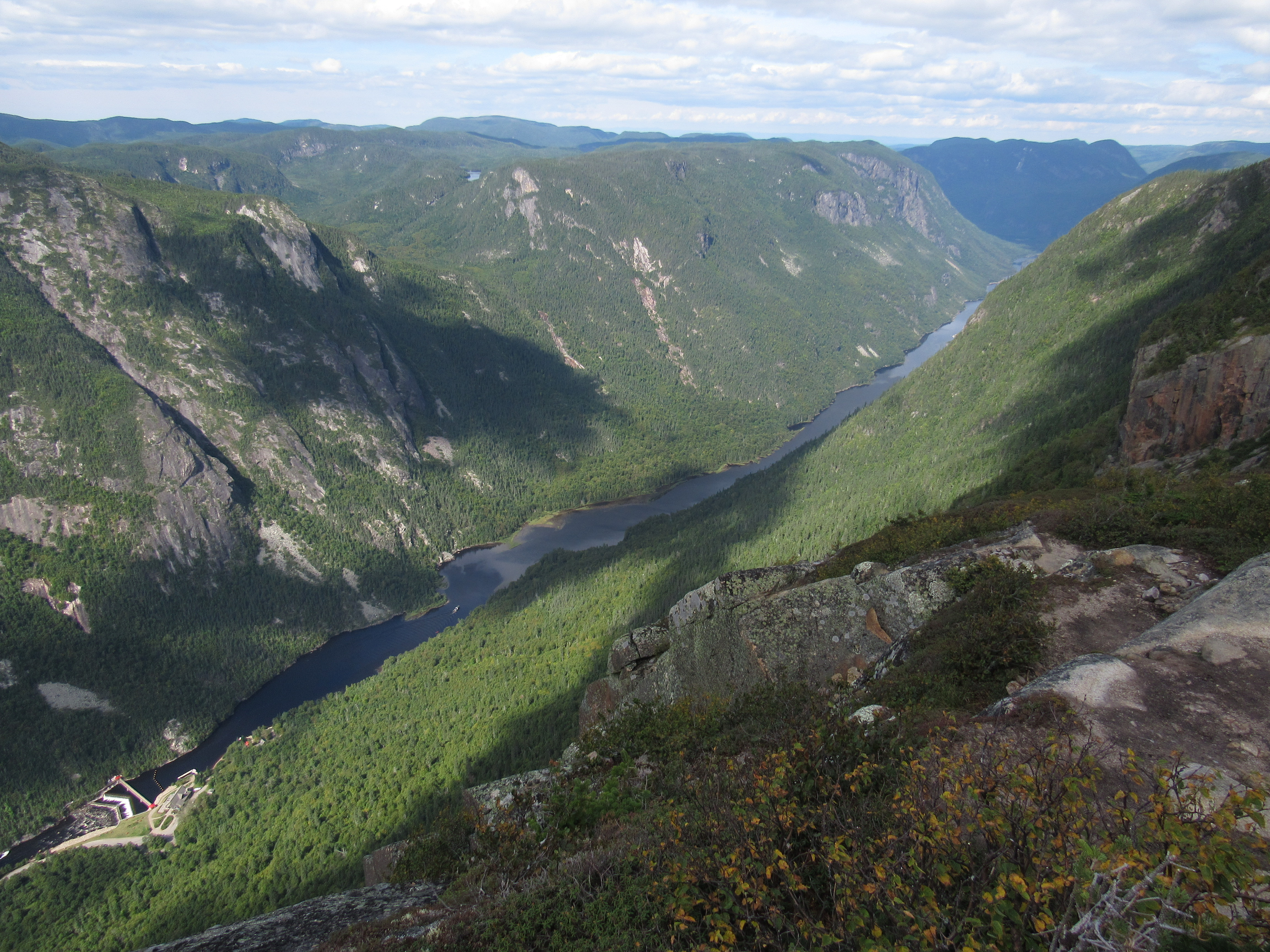
Hautes gorges de la rivière Malbaie